# Pink (chanson d'Aerosmith)
Pour les articles homonymes, voir Pink.
Pink est une chanson d'Aerosmith sortie en 1997. Elle a été écrite par Steven Tyler et Joe Perry. Elle fait partie de l'album 
Nine Lives.
Elle dure 3:55.